# 刘北辰 (配音员)
刘北辰（1988年4月13日—）是中国大陆的男性配音演员和主持人，供职于上海广播电视台东方广播中心阳阳（倪正阳）主持人工作室，师从郭易峰先生。中国共产党党员。其妻吴迪亦是配音演员。

## 配音作品

### 电视剧

#### 2018年
- 《新西游记》猪八戒

#### 2019年
- 《尸战朝鲜第一季》赵学州[1]

#### 2020年
- 《尸战朝鲜第二季》赵学州[2]
- 《大秀哥的霸爸生活》X教授、帕特尔、菲尔、马克、克罗利[3]

### 电影
2009年
- 《黑皮书》

2011年
- 《动物总动员》
- 《哈利·波特与死亡圣器（下）》高尔
- 《女巫季节》
- 《美国队长》
- 《绿灯侠》
- 《猩球崛起》
- 《黄沙武士》
- 《精英部队2：大敌当前》
- 《林肯律师》

#### 2012年
- 《大侦探福尔摩斯2》
- 《碟中谍4》
- 《地心历险记2》
- 《单刀直入》
- 《超级战舰》永田

#### 2013年
- 《劫案迷云》
- 《被解救的姜戈》
- 《重返地球》
- 《惊天危机》
- 《侏罗纪公园3D》马尔登
- 《了不起的盖茨比》威尔逊
- 《极乐空间》
- 《极速蜗牛》
- 《乔布斯》
- 《雷神2：黑暗世界》
- 《金蝉脱壳》哈胥

#### 2014年
- 《安德的游戏》
- 《美国队长2》朗姆洛
- 《大力神》伊菲克勒斯
- 《超凡蜘蛛侠2》亚历克谢·塞尔斯维奇（犀牛人） （保罗·吉亚玛提饰）

#### 2015年
- 《飓风营救3》
- 《碟中谍5》英国首相（汤姆·霍兰德 饰）、文特（延斯·赫尔腾 饰）
- 《王牌特工：特工学院》里士满·瓦伦丁（塞缪尔·杰克逊 饰）

#### 2016年
- 《X战警：天启》天启（奥斯卡·伊萨克 饰）
- 《独立日：卷土重来》亚当斯（威廉·菲德内尔 饰）
- 《美国队长3》提恰拉（黑豹）（查德维克·博斯曼 饰）、郎姆洛（弗兰克·格里罗 饰）
- 《佩小姐的奇幻城堡》巴伦先生（塞缪尔·杰克逊饰）

### 动画

#### 2011年
- 五枝————《兔子帮》
- 灰头————《超蛙战士之星际家园》
- ？————《少年岳飞传奇》
- ？————《功夫熊猫2》（美国）
- ？————《丁丁历险记》（美国）
- 闪耀盔甲、无序————《小马宝莉 第二季》（美国）

#### 2012年
- 孙田————《旋风速度》
- 蝙蝠侠、守卫者、海洋领主、卢瑟————《少年正义联盟》（美国）
- 蝙蝠侠、夜枭————《蝙蝠侠：英勇无畏》（美国）

#### 2013年
- ？————《极速蜗牛》（美国）
- 富勒、震荡波————《变形金刚：领袖之证 第三季》（美国）

#### 2014年
- 《赛尔号之圣者逆袭》
- 《赛尔号之光明的救赎》
- 《赛尔号之战神风云决》
- 《赛尔号大电影3：战神联盟》
- 章邯————《秦时明月之君临天下》

- 蟹枝————《兔子帮 第二季》
- 卡修斯————《赛尔号4：圣魔之战》
- 大龙————《潜艇总动员4：章鱼奇遇记》
- 将军————《聪明的一休之反斗公主》
- 汉斯————《冰雪奇缘》（美国）
- 珀迪————《天才眼镜狗》（美国）
- ？————《里约大冒险2》（美国）
- ？————《拯救大明星》（英国）
- ？————《极地大冒险2》（芬兰）
- ？————《动物也疯狂》（印度）
- 戈伯————《驯龙高手》（美国）
- 丽莎爸爸————《卡斯波和丽莎》（法国）

#### 2015年
- 湘君————《秦时明月之帝子降兮》
- 河大壮————《熊仔之菲熊不可》
- 李将军————《布袋小和尚 第二季》
- ？————《金箍棒传奇2：沙僧的逆袭》
- 羡慕————《洛克王国4：出发！巨人谷》
- 战无炎————《奥拉星：进击圣殿》
- 翠花————《小猪班纳之梦想大帽险》
- 痞老板————《海绵宝宝历险记：海绵出水》（美国）
- 赛弗————《忍者龟 第二季》（美国）
- 鹿教授————《开心球》（俄罗斯）
- 菱形————《艾摩的音乐剧》（美国）
- 闪耀盔甲————《小马宝莉 第五季》（美国）

#### 2016年
- 白亦非————《天行九歌》
- 十刑————《武庚纪》
- 朱棣、鬼圣大士————《太乙仙魔录之灵飞纪》
- 唐明、修————《京剧猫》
- 阿铁打————《赛尔号之宇宙之眼》
- 河大壮————《熊仔之寻绿战纪》
- 海龙————《聪明的顺溜之雄鹰小子》
- 沃飞————《兽王争锋》
- 阿汉————《新东方神娃》
- 胖红————《愤怒的小鸟》（美国）
- 奈尔————《冰川时代5》（美国）
- 云哥————《魔发精灵》（美国）
- 撒加————《圣斗士星矢：圣域传说》（日本）
- 汉·索罗————《乐高星球大战：抵抗组织的崛起》（美国）
- 艾斯————《魔法世界》（美国）
- 鹿教授————《平博士密码》（俄罗斯）

#### 2017年
- 坂崎良————《拳皇命运》
- 朱棣、鬼圣大士————《太乙仙魔录之灵飞纪 第二季》
- 穆蛇————《斗破苍穹》
- 穆卓云、徐大荒————《全职法师 第二季》
- 唐明————《京剧猫之信念的冒险》
- 嘉豪————《聪明的顺溜之特殊任务》
- 沃飞————《兽王争锋：原石之力》
- 大胡————《安玲与史迪奇》
- 伊恩爸爸————《百变布鲁可》
- 卡修斯————《赛尔号之幻梦战记》
- 旁白————《赛尔号6：圣者无敌》
- 阿爆————《三只小猪2》
- 尼克斯————《最终幻想15：王者之剑》（日本）
- 乌鸦————《小飞象》（美国）

#### 2018年
- 宁风致————《斗罗大陆》
- 穆蛇————《斗破苍穹 第二季》
- 朱洛————《择天记 第四季》
- 张山、三梁————《观海策》
- 唐三藏————《西行纪》
- 赵云兴————《星辰变》
- 梁雨杰————《全职法师 第三季》
- 李根源————《讲武青春》
- 牛魔王————《大闹西游》
- 唐明、修、玄武、雪沧原、黯————《京剧猫之乘风破浪》
- 卡门————《哈喽！葡星人之极训特工》
- 虎————《保卫狗年》
- 布洛克————《神奇马戏团》（英国）
- 点点————《犬之岛》（美国）
- 酒保————《无敌破坏王2：大闹互联网》（美国）
- 杰弗森————《蜘蛛侠：平行宇宙》（美国）
- 神箭游侠————《部落冲突》（芬兰）

#### 2019年
- 白崇业、戒饭、龙七————《萌妻食神》
- 顾南希————《崩坏星河》
- 寒锋————《绝命响应》
- 德萨姆————《拾又之国》
- 瑞恩————《穿越火线：幽灵计划》
- 旁白————《斗破苍穹特别篇2：沙之澜歌》
- 墨冉————《斗破苍穹 第三季》
- ？————《大禹治水》
- 龙霸天————《奔奔小飞车》
- 管带————《江南》
- 队长————《雪人奇缘》
- 巴斯光年————《玩具总动员4》（美国）
- 汉斯————《冰雪奇缘2》（美国）
- 胖红————《愤怒的小鸟2》（美国）
- 布默————《神奇乐园历险记》（美国）
- 山妖国王————《冰雪女王4》（俄罗斯）
- 比尔警长————《宠物联盟》（德国）
- 摩根斯————《克劳斯：圣诞节的秘密》（西班牙）
- 麦克温克————《绿鸡蛋和火腿》（美国）

#### 2020年
- 章邯————《秦时明月之沧海横流》
- 梁雨杰————《全职法师 第四季》
- 唐三藏————《西行纪之再见悟空》
- 岳清源、天锤长老————《穿书自救指南》
- 黯、小黑、獒骨、大魏————《京剧猫之脚踏实地》
- 梁季中————《恋与制作人》

### 游戏

#### 单机游戏
- 曲寒庭、奎、戎冬————《古剑奇谭三》
- 哈里森·沃尔夫————《双点医院》
- 吴明达、王平安(老年)————《隐形守护者》
- 威廉·柏金————《生化危机2 重制版》
- 袁绍————《全面战争：三国》
- 徐令希————《硬核机甲》
- 讲述者(帕查库提战役)————《帝国时代2：决定版》
- 曹操、旁白————《三国志14》
- 卡洛斯————《生化危机3 重制版》
- 钢铁侠————《复仇者联盟》
- 宙斯————《渡神纪：芬尼斯崛起》
- 斯坦利————《赛博朋克2077》
- 桐生一馬————《人中之龍8》
- 阿列克谢·弗拉基米罗维奇·列别捷夫————《原子之心》

#### 网络游戏
- 陈·风暴烈酒、图拉扬、萨格拉斯————《魔兽世界》
- 龙骑士、战列巡洋舰、仲裁者————《星际争霸：重制版》
- 复仇者————《星际争霸2》
- 陈·风暴烈酒、阿巴瑟、奥拉夫、泰瑞尔、古、岛田半藏————《风暴英雄》
- 岛田半藏————《守望先锋》
- 加里奥、李青、泰隆、吕布————《英雄联盟》
- 男圣职者、卡坤、尼贝尔、鹰吉————《地下城与勇士》
- 吸血鬼————《枪神纪》
- ？————《使命召唤OL》
- 柳天、冯大海、成山河、包青、陶谦————《剑灵》
- 尉迟严————《斗战神》
- 剑斗士————《疾风之刃》
- 于里昂热————《最终幻想14》
- 离玉堂、萧四无、杜云松————《天涯明月刀OL》
- 斩天————《天下3》
- 郭靖————《射雕英雄传OL》
- 唐看、杨大葱、石岸、侍元、姜孟白————《古剑奇谭网络版》
- 铁手、秦石岳、雷远————《逆水寒》
- 精灵————《巫师之昆特牌》
- 侵蚀————《Apex英雄》
- 铁臂————《无畏契约》

#### 手机游戏
- 阿基————《炉石传说》
- 张飞、成吉思汗、明世隐————《王者荣耀》
- 钢铁雷霆、吕布、杨戬————《全民飞机大战》
- 宙斯、阿宝————《全民超神》
- 吕布————《永恒文明》
- 马良————《小米超神》
- 范海辛————《天魔幻想》
- 交易所老板————《大航海之路》
- 颀彤烈————《镇魔曲》
- 何罗————《仙剑奇侠传：幻璃镜》
- 魔教教主、华少坤————《三少爷的剑》
- 英格拉姆、安诺恩、海神————《天命传说》
- 洛伦————《迷雾世界》
- 戎狄————《剑与家园》
- 兵俑————《决战！平安京》
- 轩辕————《轮回诀》
- 鲨鱼丸、帕斯卡————《超维对决》
- 吕布、鲁肃————《全民英杰传》
- 哈克、马洛————《猎魂觉醒》
- 汉堡————《食之契约》
- 侦探、慈善家————《第五人格》
- 本多————《300大作战》
- 关羽————《少年三国志》
- 范子航————《恋与制作人》
- 应龙————《战国志》
- 白展堂————《武林外传》
- 欧兹那克————《魔力宝贝》
- 郑霄————《半世界之旅》
- 祸斗————《云梦四时歌》
- 乘黄————《妖恋奇谭》
- 萧战————《斗破苍穹：斗帝之路》
- 萨隆————《时之歌》
- 欧尔麦特————《非人学园》
- 袁绍、孙坚、程普————《帝王雄心》
- 风暴萨满、狂战士、灵魂收割者、龙骑士————《多多自走棋》
- 拜森————《拉结尔》
- 敖冽、北冥沧————《精灵食肆》
- 曹操、吕布————《三国志：战略版》
- 年兽————《长安幻世绘》
- 李首干、程二————《花与剑》
- 驳————《山海镜花》
- 章邯————《秦时明月世界》
- 东伯烈、晁青————《雪鹰领主》
- 高尔沃、巴登————《剑与远征》
- 毒液————《战歌竞技场》
- 李隆基、樊哙————《忘川风华录》
- 阿瓦罗萨陷阱捕手————《符文之地传说》
- 苍龙破浪舟————《神都夜行录》
- 海洛德————《龙之谷2》
- 曹仁————《三国志幻想大陆》
- 洛克————《摩尔庄园》
- 天香白冀————《食物语》
- 离玉堂————《天涯明月刀》
- 盖提亚————《王牌战士》
- 明世隐————《代号：破晓》
- 德威特————《少女的王座》
- 驪青————《米修斯之印》
- 陆沉————《光与夜之恋》
- 弋兰天————《花亦山心之月》
- 莱欧斯利、若陀龍王————《原神》
- 尾巴、機米(遠端偃偶)————《崩壞：星穹鐵道》
- 淵武————《鳴潮》

### 有声小说
- 《霍比特人（缩编）》
- 《后宫如懿传（缩编）》
- 《书剑恩仇录》
- 《暗夜尽头，深水之下》
- 《簪中录1-4》
- 《被偷走的秘密》
- 《死亡通知单1-3》

### 有声漫画
- 沐剑晨————《吃谜少女》
- 樵夫————《寻师伏魔录》
- 胖叔叔————《第六天魔王》
- 萨隆————《时之歌：暮日醒觉诗》

### 广播剧
- 贤者————《奥术神座》
- 旁白————《十宗罪之电梯》
- 伍尔夫————《残次品》
- 张书远————《诡案追凶》
- 驯兽人————《奇幻夏令营》
- 真佛————《南禅》
- 雪庭禅师————《千秋》
- 老朱————《刺青》
- 霍纠————《大域学宫》
- 程昱————《三分星野》
- 涂山长郢————《山海镜花》
- 谷天璇————《有匪》
- 旁白————《楚留香传奇》
- 西京————《镜》（喜马拉雅出品有声小说）
- 关羽————《季汉草创志》
- 肯特·阿克曼————《镣铐》

### 声优剧
- 关羽————《吴江锦时书：襄樊之战》

### 现场广播剧
- 律师、贾尔斯————《声临阿加莎》

### 漫改影视剧

#### 2016
- 仓森————《寄生兽》（日本）

#### 2018
- 刘叔————《流星花园》

### 其他
- 上海迪士尼乐园乐园声

## 音乐作品

#### 2014
- 《我的宝贝》————电视动画《卡斯波和丽莎》插曲

#### 2016
- 《无敌神鹰》————动画电影《愤怒的小鸟》插曲